# Paris (Illinois)
Paris – miasto w Stanach Zjednoczonych, w stanie Illinois, siedziba administracyjna hrabstwa Edgar.